# 42 (Galaxis útikalauz stopposoknak)

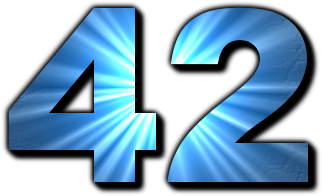
A válasz a végső kérdésre: Az élet, a világmindenség, meg minden

A 42 Douglas Adams Galaxis útikalauz stopposoknak című sci-fi regényéből elhíresült szám, mely a válasz az életet, a világmindenséget, meg mindent érintő végső kérdésre.

## A válasz az életre, a világmindenségre, meg mindenre
|  | Alább a cselekmény részletei következnek! |

A Galaxis útikalauz stopposoknak regényben és az első rádiójátékban szuperintelligens pándimenzionális lények – akiknek az egérformája csak a mi dimenziónkba való betüremkedés – feltették a kérdést szuperszámítógépüknek, Bölcs Elmének az életről, a világmindenségről meg mindenről. Bölcs Elmének hét és fél millió évig tartott, hogy kiszámolja a választ, ami a 42 volt. A probléma az volt, hogy a kérdést feltevők nem tudták valójában, hogy mi a kérdés.
Amikor a tudósok megkérdezték Bölcs Elmét, hogy mi a végső kérdés, ő azt válaszolta, hogy ennek kiszámítására csak egy nála is nagyobb számítógép képes, mely olyan komplex és kifinomult rendszer, hogy a szerves élet is a részét képezi, és tízmillió éven át fog számolni, a neve pedig Föld. A pándimezionális lények megrendelésére a magratheaiak megépítették ezt a bolygó méretű hiperszámítógépet, és elkezdődött a program futtatása, azonban két hiba is történt.
Az első, amire a sorozat Vendéglő a világ végén című második részében derül fény, hogy nagyjából 8 millió évvel a jelenünk előtt a Földre érkezett a Golgafrincham népe, mivel ők úgy tudták, hogy bolygójukat pusztulás fenyegette. Kiderült azonban, hogy csak a bolygó népességének haszontalan harmadától szabadult meg ilyen módon a többi golgafrinchami. Arthur Dent és Ford Prefect rájött, hogy nem a bolygón lévő ősemberek, hanem a haszontalan golgafrinchamiak lettek ezáltal a jelenlegi földi ember ősei.
A második, hogy a vogonok öt perccel a program befejezése előtt elpusztították a bolygót, mert útban volt egy új hiperűrsztráda építéséhez. Az egerek azonban nem akartak újabb tíz millió évet várni a kérdésre, ezért ki akarták venni Arthur Dent, az egyik túlélő agyát, mivel az tartalmazhatja a választ. Arthuréknak sikerül elmenekülniük a Föld prehisztorikus korába, majd amikor egy scrabble-t játszó ősember véletlenül kirakja a betűkből a negyvenkettő szót, ő is megpróbálkozik ezzel a módszerrel megkapni a nagy kérdést. Az eredmény:
– Mit kapsz, ha megszorzod a hatot kilenccel?
– Hatszor kilenc. Negyvenkettő.
– Ennyi. Ennyi az egész.
– Mindig is tudtam, hogy valami alapvető gond van a világban.
A hatszor kilenc természetesen ötvennégy. A Föld nevű számítógépen futó tíz millió éves programnak tökéletesen kellett volna működnie, de a golgafrinchamiak érkezése hibát okozott a rendszerben, így az Arthur agyában rejtőző kérdés is hibás.
Néhány olvasó később észrevette, hogy 613 × 913 = 4213 (13-as számrendszerben). Douglas Adams viccelődött eme megfigyeléssel kapcsolatban, mondván: „Lehet, hogy szánalmas, de 13-as számrendszerben nem poénkodom.”
Az élet, a világmindenség, meg minden című regényben Prak, aki egy baleset folytán mindenről tudja az igazságot, megerősíti, hogy valóban 42 a végső válasz, és azt is, hogy lehetetlen, hogy egyszerre létezzen a végső kérdés és a végső válasz egyazon univerzumban. „Ha mégis megtörténne, a Kérdés és a Válasz érvénytelenítenék egymást, és velük együtt az Univerzum is megszűnne létezni, és valami más, még bizarrabb és megmagyarázhatatlanabb dolog foglalná el a helyét.”
Bár a kérdés sosem derült ki, a 42 több alkalommal szerepet játszott az események során. 42-es asztalnál ült Arthur a barátaival a Teljesútban a rádiójátéksorozat végén és a Béta Klub a 42-es szám alatt van, ahol az ötödik részben a főszereplők tartózkodnak a Föld ismételt elpusztítása idején.
|  | Itt a vége a cselekmény részletezésének! |

## Miért a 42?
Douglas Adamset számos alkalommal megkérdezték, miért választotta a 42-es számot. Sok elmélet született, de Adams mindet visszautasította. 1993. november 3-án megadta a (végső) választ az alt.fan.douglas-adams oldalon:
A válasz nagyon egyszerű. Ez egy poén volt. Kellett egy szám, egy közönséges, nem túl nagy szám, és én választottam egyet. Bináris számrendszer, 13-s számrendszer, tibeti szerzetesek mind teljesen lehetetlen ötletek. Ültem az asztalomnál, bámultam ki a kertbe és arra gondoltam, „a 42 jó lesz”, és legépeltem. Történet vége.
Miközben a 42 egy mélyebb jelentés nélkül választott szám volt, Adams részletesebb magyarázatot is adott egy 1998-ban felvett interjúban, melyet a BBC Radio 4-ben Iain Johnstone-nak adott az első műsor 20. évfordulója alkalmából. Szüksége volt egy számra, próbálta kitalálni, milyennek kellene lennie egy „közönséges számnak.” Kilőtte a nem egész számokat, aztán eszébe jutott, amikor együtt dolgozott John Cleese-zel egy videón. Cleese-nek kellett egy „vicces szám”, és Adams úgy vélte, a szám, amit Cleese kitalált, a 42 volt, ezért úgy döntött, ő is ezt használja.
Adams a The Burkiss Way című BBC komédia részére szintén írt egy vázlatot 42 Logical Positivsm Avenue címmel, melyet 1977. január 12-én tűzött műsorra a rádiócsatorna, vagyis 14 hónappal azelőtt, hogy a 42-es szám feltűnt volna a negyedik rádiójátékban 1978. március 29-én.
2000 januárjában a Book Club című rádióműsorban egy fórumozó kérdésére, hogy honnan jött a 42-es szám, Adams azt válaszolta: egy reggel munkába menet, miközben még a jeleneten dolgozott, azon gondolkozott, minek kéne a válasznak lenni. Végül úgy döntött, valami olyannak kéne lennie, aminek semmi értelme sincs - egy szám, és valami evilági. És így jutott el a 42-höz, teljesen véletlenül.
Stephen Fry, Adams egyik barátja azt állítja, Adams pontosan elmondta neki, miért pont 42. És az oka csodálatos és rendkívüli és ha erősen gondolkodsz rajta, teljességgel nyilvánvaló. Azonban Fry azt mondja, megígérte, hogy senkinek nem mondja el a titkot, és hogy annak vele kell mennie a sírba.
John Lloyd, aki Adams munkatársa volt a The Meaning of Liff és  két rádiójáték-epizód során, azt mondta, Douglas szerint a „42 a kétjegyű számok között a legviccesebb.”
Van egy örökzöld mese arról, hogy a negyvenkettő tulajdonképpen Adams tisztelgése az elnyűhetetlen ponyvaregények előtt, és valójában egy átlagos ponyva átlagos oldalán átlagosan ennyi sor van.

## 42 a kultúrában
- Az Allen Telescope Array, egy a SETI által használt teleszkóp 42 tányérral rendelkezik Adams tiszteletére.[15]
- A Csillagkapu: Atlantisz című televíziós sorozat 4. évadjának Karantén című epizódjában kiderül, hogy Rodney McKay jelszavának utolsó két számjegye a 42 (a kód 16431879196842, Newton, Einstein és Rodney születési éve, valamint a 42). Amikor John Sheppard elmagyarázza Teylának az első 12 számjegy jelentését, Teyla rákérdez a 42-re, mire John azt válaszolja, ez a végső válasz az élet, a világmindenség, meg minden nagy kérdésére.
- A Stargate Universe Human című epizódjában Dr. Nicholas Rush álmában felírja a 46-os számot egy táblára, majd álmában Dr. Daniel Jackson szól neki, hogy „hát ez nem a végső válasz az életre, a világmindenségre, meg mindenre. Az a 42. Galaxis útikalauz stoppsoknak.”
- A Lost – Eltűntek című televíziós sorozatban a 42 az utolsó titokzatos szám. David Fury, a sorozat producere egy interjúban megerősítette, hogy valóban a Galaxis útikalauzra utalt ezzel.[16]
- A The Kumars at No. 42 című televíziós műsor címében azért áll a 42-es szám, mert alkotója, Sanjeev Bhaskar útikalauz-rajongó.[17]
- A Level 42 nevű együttes is a regények miatt választotta nevét.[18]
- A Ki vagy, Doki? című brit sci-fi sorozat 42 című epizódja is Adams után lett elnevezve. Az író Chris Chibnall szerint „ez egy játékos cím.”[19]
- Az NCIS Escaped című epizódjában „4242 Adams Blvd” cím szerepel.
- Az Odaát televíziós sorozat 10. évadának Inside Man című epizódjában a menny kapuja a 42-es számú szoba mögött van.[20]
- A 42-es (szám)